# 滝澤紗矢子
滝澤 紗矢子（たきさわ さやこ、1978年 - ）は、日本の法学者。東京大学教授。

## 来歴
長野県松本市生まれ。長野県松本深志高等学校から東京大学文科一類に入学。東京大学法学部第2類（公法コース）卒業。東大法学部卒業後は東京大学大学院法学政治学研究科助手となる。2004年6月にハーバードロースクール修了。LL.M.修得。

## 略歴
- 2001年4月：東京大学大学院法学政治学研究科助手（〜2003年6月）。
- 2005年1月：東京大学大学院法学政治学研究科助手（〜2006年3月）。
- 2006年4月：東北大学大学院法学研究科助教授（〜2007年）。
- 2007年4月：東北大学大学院法学研究科准教授。
- 2016年3月：東北大学大学院法学研究科教授。
- 2022年9月：東京大学大学院法学政治学研究科附属ビジネスロー・比較法政研究センター教授。

## 著作

### 単著
- 『競争機会の確保をめぐる法構造』（有斐閣、2009年6月）

### 共編
- （大久保直樹、伊永大輔）『ケーススタディ経済法』（有斐閣、2015年4月）

### 論文
- 『景表法と優越的地位の濫用のエンフォースメント ー消費者取引適正化という観点からの包括的法執行を目指してー』（日本経済法学会年報、2021年8月）
- 『優越的地位の濫用における因果関係 ― デジタル・プラットフォーム事業者による個人データの取得・利用を中心に』（法学（東北大学）、2021年6月）
- 『EUにおけるオンライン販売方法の制限に関する規制動向 ーCoty先決裁定を中心にー』（白鴎法学、2020年3月）